# Aufruhr in Marokko
Aufruhr in Marokko ist ein US-amerikanischer Abenteuerfilm aus dem Jahr 1949 von Robert Florey mit George Raft und Marie Windsor in den Hauptrollen. Der Film wurde von Moroccan Pictures produziert.

## Handlung
In Marokko beauftragt Colonel Pascal Captain Gerard, eine Karawane nach Bel Rashad zu eskortieren. In der Karawane reist Cara mit, die Tochter des Emirs von Bel Rashad. Cara kehrt unvermutet früh nach einem Aufenthalt in Frankreich zurück, so entsteht der Verdacht, dass der Emir einen Angriff auf das französische Fort in der Nähe Bel Rashads plant. 
Während der Reise verlieben sich Gerard und Cara ineinander. Im Fort wird Gerard mit Lieutenant Glysko bekannt gemacht, als einer der Wachposten von einem Heckenschützen erschossen wird. Die Kugel, die man aus der Leiche des Soldaten holt, stammt aus einem fabrikneuen Gewehr. Gerard verkleidet sich als Araber und betritt die für Franzosen verbotene Stadt Bel Rashad. Er wird von einem Wächter jedoch als Franzose erkannt. Schnell ergreift Gerard das Gewehr des Mannes und flieht zum Palast. Er versteckt sich in Caras Gemach, das die Verfolger nicht betreten dürfen und kann mit Caras Hilfe die Stadt verlassen. Im Fort findet man heraus, dass das erbeutete Gewehr der Waffe gleicht, mit der der Wachposten erschossen wurde.
Die Truppen des Emirs greifen das Fort an. Das Gefecht fordert viele Tote, bevor der Emir seine Männer zum Rückzug befiehlt. Glysko formiert seine verbliebenen Männer greifen das Waffenlager des Emirs an, welches sie jedoch leer vorfinden. Cara wird gefangen genommen und zum Fort gebracht. Der Emir lässt das Fort von der Wasserversorgung abschneiden. Mehrere Versuche, Wasser zu beschaffen, scheitern. Das bringt die Soldaten dazu, ihre Pferde freizulassen, um nicht sehen zu müssen, wie diese verenden. 
Gerard kann nicht glauben, dass der Emir seine Tochter für einen Sieg opfern würde. Doch als die Wasserrationen nur noch für einen Tag reichen, wird ihm klar, dass er falsch liegt und lässt Cara frei. Am nächsten Tag beginnt es zu regnen, was die Soldaten erfrischt und ihnen Lebensmut zurückbringt. Man deponiert Sprengladungen im Fort und zieht sich in die Dünen zurück. Der Emir zieht mit seinen Truppen ins Fort ein. Gerade will Gerard die Sprengladungen zur Explosion bringen, als er sieht, dass Cara bei ihrem Vater ist, um ihn von weiteren Angriffen abzubringen. Gerard zögert, löst dann doch die Sprengung aus, die alle im Fort tötet. Gerard wendet sich ab und trauert um seine verlorene Liebe.

## Produktion

### Hintergrund
Gedreht wurde der Film von Mitte August bis zum 22. September 1948 in Marokko, in Yuma (Arizona), im Imperial County (Kalifornien) sowie in den Samuel-Goldwyn-Studios in Hollywood.
Die Los Angeles Times berichtete am 19. August 1948, dass eine Partnerschaft mit Societé Nouvelle Pathé Cinéma de France und der Produktionsgesellschaft Moroccan Pictures gegründet wurde, die ermöglichte, dass Soldaten der Fremdenlegion sowie marokkanische Sipahi eingesetzt werden konnten. Die Los Angeles Daily News meldete zwei Tage zuvor, dass die Second Unit in Marokko auf 900 deutsche Legionäre in französischen Uniformen traf. Die Deutschen stammten vom Afrikakorps. Den Soldaten wurde nach der deutschen Kapitulation die Wahl gelassen, entweder nach Deutschland zurückzukehren oder in der Fremdenlegion zu dienen. 90 % der Deutschen entschieden sich zum Eintritt in die Fremdenlegion.

### Stab
Arthur Lonergan oblag die künstlerische Leitung. Robert Priestley war für das Szenenbild zuständig. Herschel Burke Gilbert war der Orchesterleiter.

### Besetzung
In kleinen nicht im Abspann erwähnten Nebenrollen traten Michael Ansara, John Doucette, Barry Norton und Ivan Triesault auf.

## Synchronisation
Die deutsche Synchronfassung entstand im Auftrag der Rhythmoton Film Produktion in Hamburg.
| Rolle            | Schauspieler | Deutscher Synchronsprecher |
| ---------------- | ------------ | -------------------------- |
| Cpt. Paul Gerard | George Raft  | Walter Klam                |

## Veröffentlichung
Die Premiere des Films fand am 24. März 1949 in New York statt. In der Bundesrepublik Deutschland kam er am 10. Dezember 1951 in die Kinos.

## Kritiken
Der Filmkritiken-Aggregator Rotten Tomatoes hat in einer Auswertung ein Publikumsergebnis von 10 Prozent positiver Bewertungen ermittelt.
Das Lexikon des internationalen Films schrieb: „Abenteuer-Melodram in unrealistischem Milieu.“
Bosley Crowther von der The New York Times notierte, der Film verfüge über erstklassige Landschaftsaufnahmen und erstaunliche Bilder arabischer Reiter. Die Geschichte und die Studioaufnahmen können jedoch niemanden in die Irre leiten, sie seien unverkennbar falsch, einfach Hollywood.
Die Variety bezeichnete den Film als Routineproduktion mit wenig Originalität und noch weniger Glaubwürdigkeit.
Der Kritiker des TV Guide sah eine Geschichte, deren kaum vorhandene Glaubwürdigkeit durch reißbrettartige Charakterisierungen noch vermindert werde.